# René Trøjbjerg
René Trøjbjerg (født 1938 – 2017) var en dansk professionel bokser i weltervægtsklassen. 
Som amatør boksede René Trøjbjerg for bokseklubben Lindholm BK. Han blev jysk mester i weltervægt i 1962 og vandt bronze ved de nordiske mesterskaber i 1963 i samme vægtklasse. 
René Trøjbjerg debuterede som professionel bokser den 4. oktober 1963 med en pointsejr over tyskeren Alfred Fries. I sin fjerde kamp blev Trøjbjerg matchet mod italieneren Marcello Santucci, der besejrede danskeren. I den efterfølgende kamp den 9. april 1964 mødte Trøjbjerg landsmanden Leif Schmücker og vandt sin 4. sejr i karrieren, da han knockoutede Schmücker i 7. omgang. Den 7. juli 1965 boksede Trøjbjerg for første gang uden for Danmark, da han i Stockholm mødte debutanten Stig Walterson. Walterson havde Trøjbjerg i gulvet 2 gange i 2. omgang og 3 gange i 3. omgang, hvorefter kampen blev stoppet. Trøjbjerg boksede herefter 3 kampe mod boksere, der bedst kan betegnes som ringvrag (samlet havde de tre modstandere vundet 7 kampe ud af 55 mulige), og Trøjbjerg opgav herefter karrieren i 1965. René Trøjbjerg opnåede 10 kampe som professionel, hvoraf 2 blev tabt.